# Distrito de Bambamarca
El distrito de Bambamarca es uno de los tres que conforman la provincia de Hualgáyoc, ubicada en el departamento de Cajamarca, en el Norte del Perú. 
Desde el punto de vista jerárquico de la Iglesia católica forma parte de la diócesis de Cajamarca, sufragánea de la arquidiócesis de Trujillo.

## Etimología
El topónimo en quechua es Pampa marka, literalmente 'pueblo plano' o 'pueblo en la llanura'. El cambio de /p/ a /b/ era regular en el quechua chinchano, sin embargo, este cambio solo se producía tras /m/, es decir, se esperaría algo como pamba. Especula Cerrón Palomino (2013: 333–334) que el sonido /b/ esparció la sonorización a /p/ inicial en el habla de los españoles.
En la época preínca fue llamado Coremarca o Q'uri marka, este de q'uri 'oro' en quechua y marka 'región' en aimara, significando así 'región de oro'. "COREMARCA" o "Q'ORI - MARCA". Q'Ori = Oro (quechua) y Marca = Región (aymara) , que significa "Región de Oro".[cita requerida]

## Historia
El distrito fue creado en los primeros años de la República.

## Geografía
El distrito tiene una extensión de 451,38 kilómetros cuadrados.

## Población
Tiene una población aproximada de 60000 habitantes (INEI 2017).

## Capital
La capital del distrito es la ciudad de Bambamarca.

## Autoridades

### Municipales
- 2023 - 2026[2]
  - Alcalde: Marco Antonio Aguilar Vásquez
  - Regidores:

  1. Carlos Humberto Cruzado Benavides (Restauración Nacional)
  2. Alexander Leonel Rubio Aguilar (Restauración Nacional)
  3. César Alfonso Vásquez Zamora (Restauración Nacional)
  4. Abelardo Escobar Huamán (Restauración Nacional)
  5. Rogerio Julón López (Restauración Nacional)
  6. Dalton Guevara Sánchez (Restauración Nacional)
  7. Halder Iván Caruajulca Vilas (Restauración Nacional)
  8. Irma Emilia Saldaña Madueño (Alianza para el Progreso)
  9. Nelson Edgardo Plasencia Obando (Alianza para el Progreso)
  10. Glicerio Herrera Salazar (El Frente Amplio por Justicia, Vida y Libertad)
  11. César Gonzalo Mejía Lozano (Partido Democrático Somos Perú)

### Policiales
- Comisario:   PNP.

## Atractivos Turísticos
Museo de antropología e historia: El museo exhibe bienes culturales prehispánicos donados por los pobladores, como cerámica, restos humanos, metales, textiles y minerales; así como una colección de fotografías y obras del artista Glicerio Villanueva Medina. Lunes a sábado de 9 a. m. a 5 p. m..
Las ventanillas: Son agujeros construidos en cerros, que fueron construidos por las personas antiguas que habitaban allí, en esos agujeros ponían a sus difuntas familias, en donde ellos creían que para el futuro iban a regresar a la vida, y por esa razón esos agujeros no las tapaban; en esos agujeros también se le ponían ofrendas, como vasijas, platos de oro, flores, etc.
El bosque de piedras: Es un lugar que queda cerca a Bambamarca, está conformado por una ciudad de piedras, en donde cada piedra tiene una figura diferente, cuenta la leyenda que esas piedras era una ciudad en donde habitaban personas, luego de varias peleas, ellos se convirtieron en piedra por un problema que hubo.
El Rosto o Perfil de Cristo: Es un cerro con forma de un rostro, parecido a Jesús, todos lo conocen como Rostro de Cristo o Perfil de cristo.